# 伊藤さおり
伊藤 さおり（いとう さおり、1974年〈昭和49年〉4月9日 - ）は、日本のお笑いタレント、女優、声優。お笑いコンビ北陽のツッコミ担当。相方は虻川美穂子。
埼玉県岩槻市（現さいたま市岩槻区）出身、静岡県三島市在住。プロダクション人力舎所属。

## 概要
埼玉県立久喜北陽高等学校に進学しソフトボール部に所属、そこで現在の相方の虻川美穂子と出会う。本人は外野手の補欠、相方の虻川は投手のレギュラーだった。1995年、虻川と組み、北陽を結成。
胸はDカップ。
2010年4月10日、5年間交際を続けていた男子バレーボール選手の篠田歩（東レ・アローズ）と結婚し、2014年8月18日、第一子となる女児を出産した。
2010年5月28日よりさいたま市観光宣伝部長に委嘱されている。

## 人物
特技はパン作り（パン教室にも通っている）と書道、柔軟体操。

## エピソード

### 幼少時代
男の兄弟に囲まれて育ったため、幼い頃は川に行ったり、昆虫を捕まえたりと快活な少女だった。

### はねるのトびら
2004年1月、コンビでレギュラー出演していた『はねるのトびら』（フジテレビ）が全国放送となって火曜23時台に昇格した際、『おすぎとピーコの金持ちA様×貧乏B様』（日本テレビ）と放送時間が重なってしまう、いわゆる「裏かぶり」の状態となり、北陽は3月までの3か月間にわたって『はねるのトびら』への出演休止を余儀なくされた。生来マイナス思考の彼女だったが、それを悪化させる事態となった。
これだけでも北陽は辛い思いをしたが、その際、日本テレビのスタッフから「はねトびが全国放送になってから、北陽は捨てられた」などの陰口（ほとんどが事実無根）を聞かされ、さらに辛い立場に。相方の虻川はその後自力で立ち直ったが、彼女はそのショックを引きずり続け、さらに、その後恋の悩みを抱えていたことも重なり、4月に復帰してからもNGを出したり、収録中に呆然となっていた。一時は、虻川に「北陽を辞めたい」と漏らした事もある。
その後、はねトびがゴールデンに昇格し、『ためしてガッテン』（NHK総合）のパロディー企画「ためしてガットン」で、「番組開始当初のイキイキしていた伊藤をよみがえらせる」という趣旨のもと、催眠療法で本来の伊藤を引き出す試みがなされた。すると、急に踊りだしたり、テレビカメラの前でおどけたポーズを取ったりと、普段の番組で見せる伊藤とは全くの別人と化していた。極めつきは、おもむろに廊下に出て、ストリッパーのような大胆な開脚を繰り返した（本人いわく、催眠状態であったので「体が勝手に動く」状態だったとのこと）。
この状態をスタジオで見ていた、ドランクドラゴンを除く男性メンバーは「最低の潜在意識」と揶揄した。この潜在意識を裏付けるものとして、このコーナーでADに扮していた鈴木拓（ドランクドラゴン）は、「伊藤さんは、『酔ったときの私はエロいよ』と言っていた」と証言している。

## 出演番組・作品
コンビとしての出演番組・作品は北陽を参照。

### バラエティ
- おしゃれ工房（2009年 - 不定期、NHK教育テレビ）
- とびっきり!しずおか（2016年 - 2022年、静岡朝日テレビ）準レギュラー（「ぶらチャリ」コーナー、虻川が代役したり2人で出ることもある）
  - とびっきり!しずおか 土曜版（2023年 - ）

### ドラマ
- カバチタレ! （2001年1月11日 - 3月22日、フジテレビ）加藤マキ（大野コンサルティングの事務員）役
- THE GOOD WIFE / グッドワイフ 第1話（2019年1月13日、TBSテレビ） - 伊達安奈 役
- 義母と娘のブルース 第2話（2020年7月17日、TBSテレビ）

### 映画
- 劇場版デュエル・マスターズ 闇の城の魔龍凰（カース・オブ・ザ・デスフェニックス）（2005年、東宝） - エレクトラ 役（声の主演）
- ブレイブ ストーリー（2006年、ワーナー・ブラザース） - 小川 役（声の出演）
- オシャレ魔女♥ラブandベリー しあわせのまほう（2007年、松竹） - オシャレ魔法学園の生徒役（声の出演）

### ゲーム
- セガサターン用サウンドノベル『サウンドノベル 街 -machi-』（1998年1月22日）細井美子 役（「やせるおもい」主演）
のちにPlayStationに『街 〜運命の交差点〜』、PlayStation Portableに『街 〜運命の交差点〜 特別篇』として移植。